# Dalea reclinata
Dalea reclinata là một loài thực vật có hoa trong họ Đậu. Loài này được (Cav.) Willd. miêu tả khoa học đầu tiên.